# 馬洛 (新罕布什爾州)
馬洛（英語：Marlow）是一個位於美國新罕布什爾州切希爾縣的鎮。

## 人口
根據2020年美國人口普查的數據，馬洛的面積為68.50平方千米，當中陸地面積為67.30平方千米，而水域面積為1.20平方千米。當地共有人口749人，而人口密度為每平方千米11人。